# Passages (Arno van der Mark)
Passages is een artistiek kunstwerk in Amsterdam-Oost.
Het bestaat uit een installatie in de vorm van een zuilengang naar een ontwerp van Arno van der Mark, die geplaatst is in een poort in het Woongebouw Piraeus. De kunstenaar werkte voor het werk samen met architect Hans Kollhoff van Piraeus. Dit gebouw heeft een open ruimte aan het Mien Ruysplantsoen met strekkende gevels aan KNSM-laan en Levantkade. De poort van Piraeus werd architectonisch ondersteund door twaalf kolommen, waarbij Van der Mark er twaalf bijplaatste. De kolommen zijn door vier vijfzijde draagstenen in vijf delen verdeeld, waarbij de draagsteen geplaatst is ter hoogte van de verdiepingsvloer in de aanpalende appartementen. Op de zesennegentig draagstenen (4 x 24) zijn zeefdrukken geplaatst van plattegronden van delen van Parijs, maar ook voorbijlopende mensen. Het geheel wordt ’s nachts verlicht. Optisch lijkt het of de kolommen met moeren bij elkaar worden gehouden.
Initiatiefnemer voor het werk was de Werkgroep Kunst Oostelijk Havengebied, werkzaam bij de herinrichting van het KNSM-eiland van haven naar woonwijk. Het werk dateert uit 1995. Gezien van veraf lijkt door de toegepaste kolommen de gevel gewoon door te lopen.

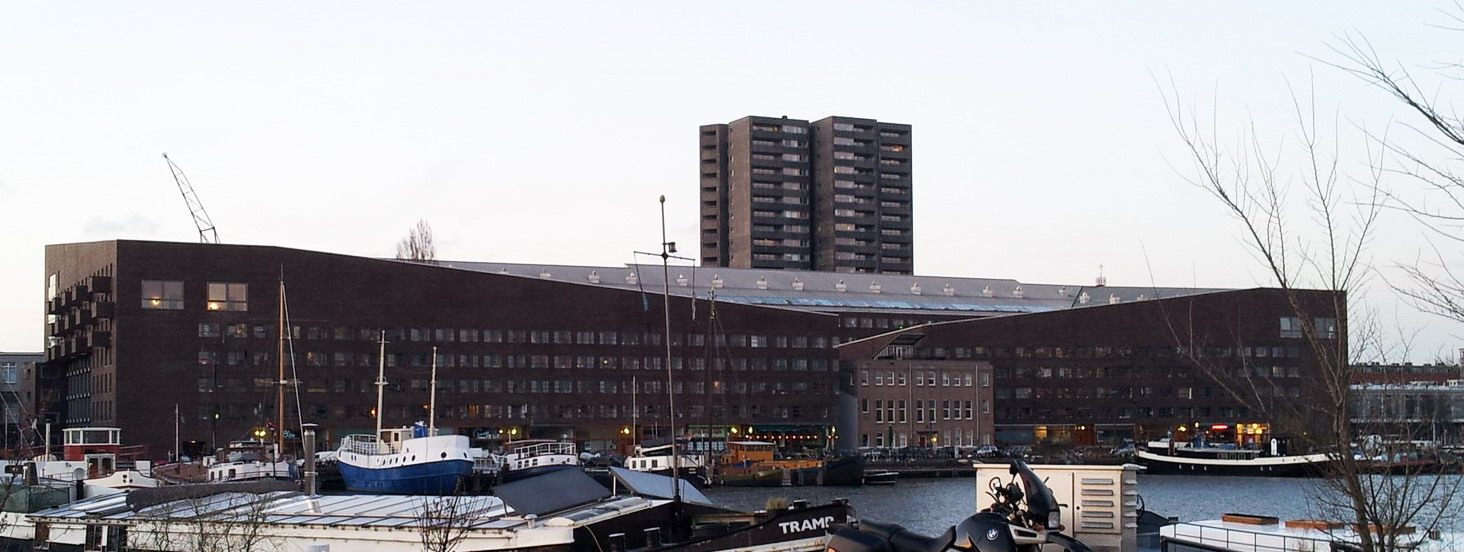
Woongebouw Piraeus met links Passages (2013)
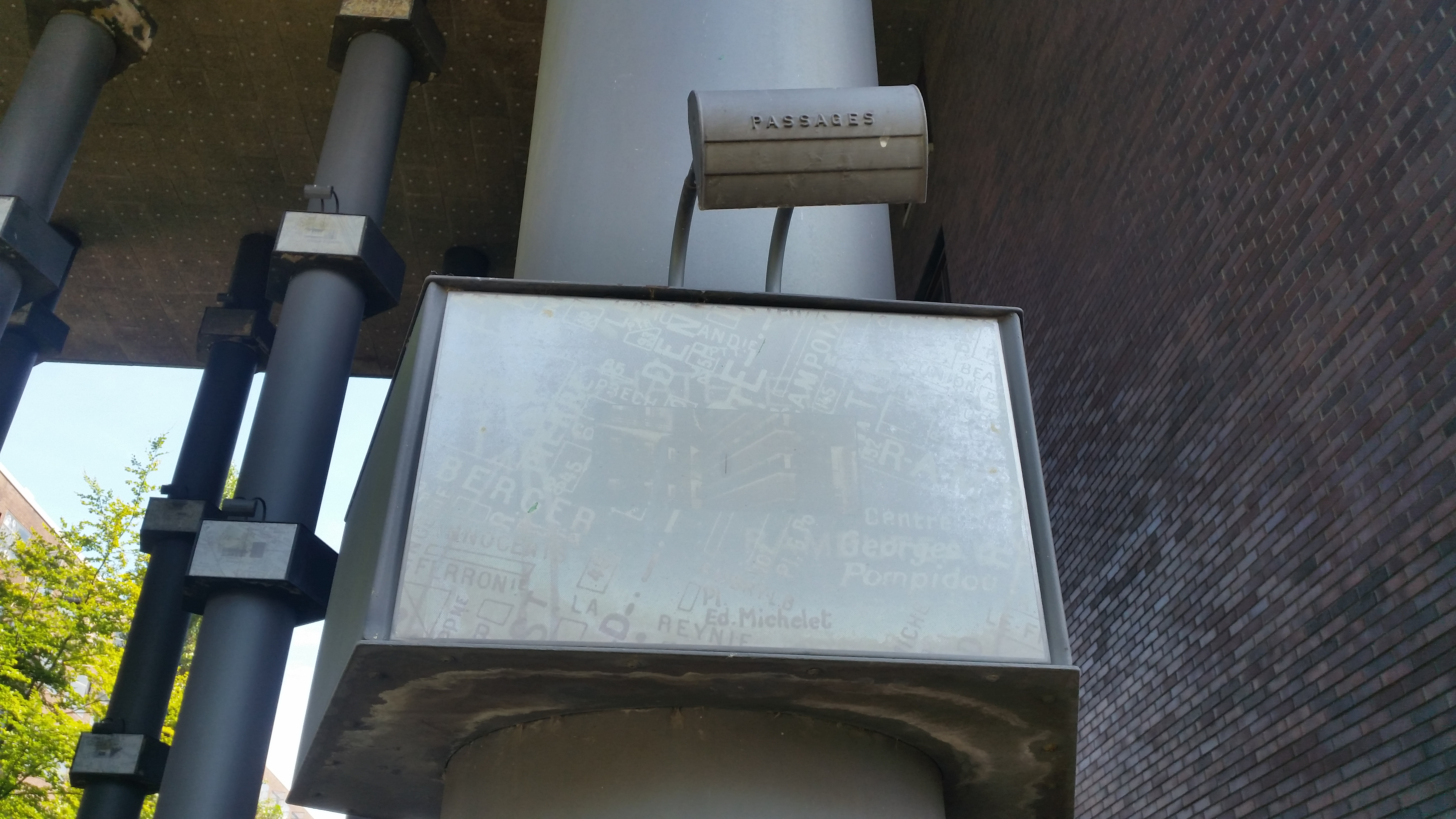
Een van de draagstenen (augustus 2019)